# 中尾栄一
中尾 栄一（なかお えいいち、1930年1月27日 - 2018年11月18日）は、日本の政治家。衆議院議員（11期）を務めた。山梨県出身。山梨県立甲府第一高等学校、青山学院大学文学部英米文学科卒業。早稲田大学大学院修士課程修了。元日本テコンドー連盟会長。渡辺派議長。

## 来歴・人物
芦田均秘書などを経て、1967年、無所属で第31回衆議院議員総選挙に旧山梨全県区から出馬し初当選（当選同期に山下元利・増岡博之・加藤六月・塩川正十郎・河野洋平・藤波孝生・武藤嘉文・坂本三十次・塩谷一夫・山口敏夫など）。当選後、自由民主党の佐藤栄作総裁から追加公認を受け、自民党に入党した。
1973年には中川一郎、石原慎太郎らとタカ派政策集団 ・青嵐会を結成し名を売った。以来石原と行動することが多く、1980年のハプニング解散でも所属する中曽根派の意向に反して、稲葉修と共に反主流派の大平内閣不信任案欠席に同調、1989年の総裁選に石原が出馬した折も協力した。派閥領袖である中曽根康弘の信頼も厚かった。派閥は中曽根康弘派→渡辺美智雄派→（志帥会）村上・亀井派→江藤・亀井派に属した。
2000年の第42回衆議院議員総選挙で落選した直後の6月30日に若築建設事件で受託収賄容疑で逮捕された。8月11日に5000万円の保釈保証金を支払って保釈。2004年9月、最高裁判所は懲役1年10か月追徴金6000万円の実刑判決が確定。ただし、病気のため刑の執行が停止され、2018年11月の病死まで収監・服役はなかった。
水野賢一（参院議員）の実父にあたる（賢一の養父は中尾と当選同期の水野清）

## 議員連盟
- 憲法20条を考える会（顧問）

## 略歴
- 1967年1月 - 総選挙に立候補し、初当選。
- 1987年11月 - 経済企画庁長官就任（竹下内閣）。
- 1990年12月 - 通商産業大臣就任（第2次海部内閣）。
- 1996年1月 - 建設大臣に就任（第1次橋本内閣）。
- 2000年
  - 6月25日 - 選挙で落選。（次点：5800票差）
  - 6月30日 - 東京地検特捜部により、上記建設大臣在任当時に公共工事発注の口利きの見返りに建設会社から三千万円の賄賂を受け取った受託収賄の疑いで逮捕。
- 2003年
  - 11月21日 - 東京高裁で実刑判決（懲役1年10か月追徴金6000万円）。
  - 12月3日 - 上告。
- 2004年9月 - 最高裁に上告棄却され、有罪判決が確定。
- 2018年11月18日 - 死去[2]。88歳没。

## 逸話
1989年5月25日、中曽根康弘のリクルート事件に絡む証人喚問を生放送したフジテレビ『TIME:3 タイムスリー』にゲスト出演した際、政治広報センター社長で政治評論家の宮川隆義と怒鳴りあいの口論となった。中尾が宮川を「ごろつき評論家」と罵り、中尾の発言を許せないとする視聴者から420本のクレームの電話が殺到し、一帯の電話が繋がりにくくなる事態になった。これを見ていた作家の筒井康隆は面白がり、スタジオで生CM中も怒鳴り合いが続いてCMの女性が困ってるのに笑ったという。
山梨県のケーブルテレビ会社である日本ネットワークサービスとも深い関わりがあり、創立時の大株主の一人となったことに加え、同社の初代社長も務めた。